# Попа, Мариус
Мариус Корнел По́па (рум. Marius Cornel Popa; 31 июля 1978, Орадя) — румынский футболист, вратарь. 26 марта 2008 года дебютировал в товарищеском матче за сборную против России (3:0).

## Карьера
Мариус начал свою карьеру в местной команде «Бихор» в 1997 году и три года спустя переехал в «Национал». Он сумел пробиться в первую команду в 2003 году и его выступления принесли ему несколько вызовов в сборную, хотя Попа не играл постоянно в сборной и не всегда призывался. Он перешёл в «Политехнику» в зимний период трансфера в сезоне 2004/05, совместно с тренером «Национала» Косминым Ольяриу и товарищами по команде Габриэлем Кану, Габриэлем Карамриным и Гигьелем Команом.
Он был вратарем номер один после прибытия в «Политехнику». Однако, он пропустил на румынском финале Кубка и его команда проиграла в Бухаресте в сезоне 2006/07, из-за его плохой формы и многочисленных травм. Из всей карьеры, он провел наибольшее количество матчей за «Политехнику».
Мариус также был призван в румынскую национальную команду одиннадцать раз и дебютировал в товарищеском матче против сборной России. Он представлял свою страну в 2008 году на чемпионате Европы в Австрии и Швейцарии.